# Беспечные близнецы
«Беспечные близнецы» (хинди जुड़वा, Judwaa, досл.: «Близнецы») — индийская романтическая комедия, снятая на языке хинди, вышедшая в прокат 7 февраля 1997 года. Ремейк Hello Brother (1994) на телугу, основанного на фильме «Близнецы-драконы» с Джеки Чаном.

## Сюжет
Раджа и Прем — братья-близнецы. В день их рождения в роддом врывается криминальный босс, приговорённый к смертной казни из-за их отца, офицера Мальхотры. Желая отомстить ему, он похищает и использует в качестве щита малыша Раджу. Мальхотра вместе с полицейскими преследует бандита до его дома, где тот погибает в перестрелке, а в доме происходит взрыв. Все уверены, что ребёнок погиб при взрыве, и не замечают, что Раджа выпал из рук преступника во время преследования.
Раджа растёт сиротой вместе со своим другом Рангилой и названной сестрой. Его брат Прем живёт с родителями в Америке, пока отец не решает женить его на Мале, дочери своего друга. Но Мала уже влюблена в Раджу, за которого она принимает прилетевшего в Индию Према. Раджу тоже постоянно принимают за Према, из-за чего братья постоянно попадают в нелепые ситуации. Однако вскоре у них появляются серьёзные проблемы, поскольку сын убитого много лет назад бандита, Ратанлал Тигр хочет рассчитаться с Мальхотрой.

## В ролях
- Салман Хан — Раджа и Прем Мальхотра
- Каризма Капур — Мала, возлюбленная Раджи
- Рамбха — Рупа, возлюбленная Према
- Мукеш Риши — Ратанлал Тигр
- Шакти Капур — Рангила, друг Раджи
- Анупам Кхер — инспектор / Хавалдар Видьярдхи
- Кадер Хан — Шарма, отец Малы
- Рима Лагу — мать близнецов
- Далип Тахил — Мальхотра, отец близнецов
- Бинду — мать Рупы

## Информация
Прем прилетает в Индию из США на российском самолёте с надписью Аэрофлот.
За роль Рангилы Шакти Капур был номинирован на Filmfare Award за лучшее исполнение комической роли.
В начале 2016 года, объявили о перезагрузке фильма. Ремейк снял тот же режиссёр, но главную роль сыграл его сын Варун Дхаван. Из оригинального состава остался только Анупам Кхер, а Салман Хан появился лишь в конце. Фильм имел коммерческий успех, также как и оригинал.